# بيسيا

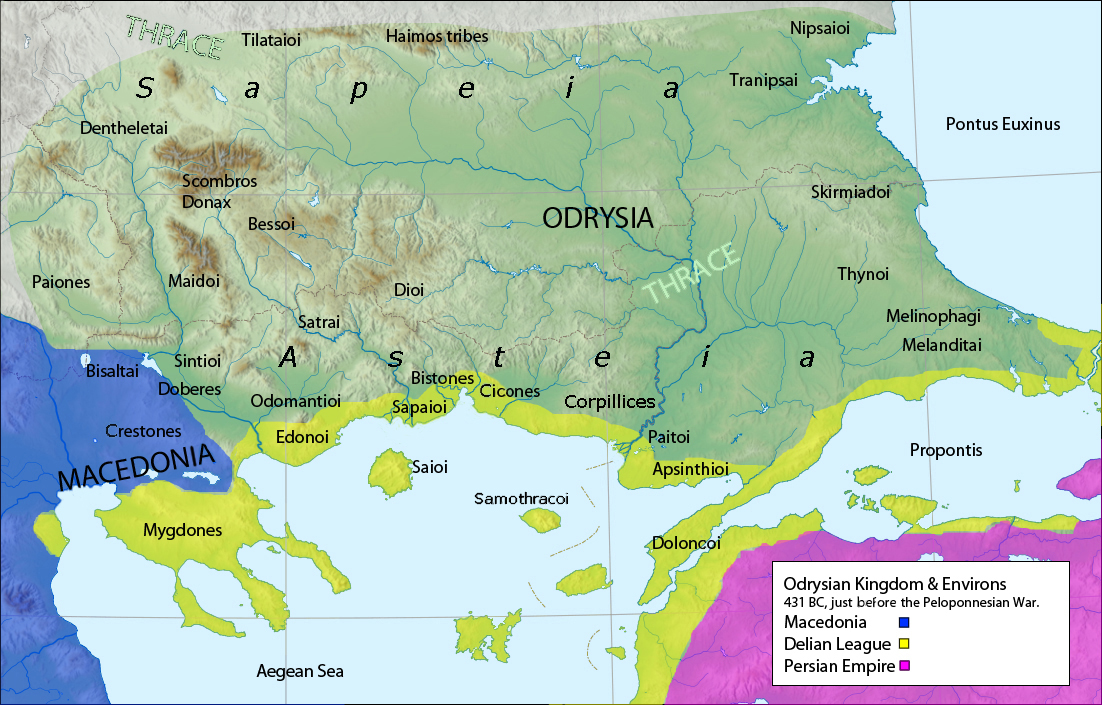
الموقع الإقليمي ل بيسيا، في الجبال والشمال الغربي من قبيلة دي (Dii).

بيسيا (/ˈbɛsaɪ/; (بالإغريقية: Βῆσσοι or Βέσσοι)‏) كانت قبيلة تراقية مستقلة تعيش في منطقة تمتد من مويسيا إلى جبال رودوب في جنوب تراقيا، ولكنها غالبًا ما تُذكر كمسكن حول هيموس (Haemus)، وهي سلسلة الجبال التي تفصل بين مويسيا من تراقيا ومن جبال رودوب إلى الجزء الشمالي من هبروس. هيرودوت وصفهم بأنهم نوع من الطائفة الكهنوتية بين الساتراي (Satrae)، البيسيا كان المفسرين للأقوال النبوية التي قدمتها كاهنة في أوراكل ديونيسوس الموجود على قمة جبل.